# Arnfinn Thorfinnsson
Arnfinn Thorfinnsson (942-¿?) fue un caudillo vikingo de las Orcadas, hijo del jarl Thorfinn Hausakljúfr y Grelod. Fue jarl de las Orcadas entre 977 y 978. Casó con Ragnhild Eiriksdotter, hija de Erico I de Noruega. Ragnhild fue instigadora de la muerte de su marido en Murkle (Caithness), y posteriormente se casó con su hermano Havard.